# Lolek och Bolek

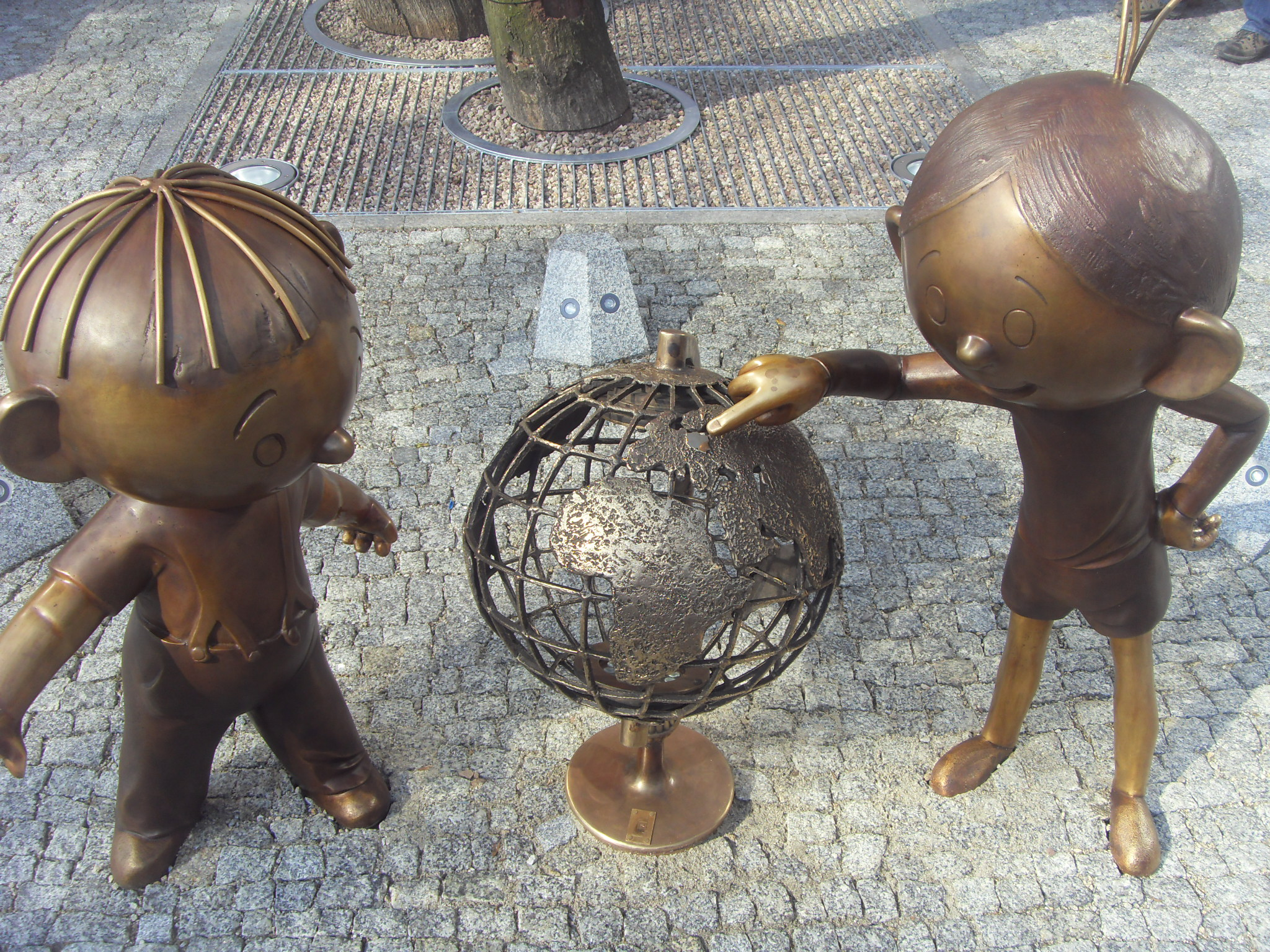
Lolek och Bolek

Lolek och Bolek, även Bolek och Lolek, är två tecknade figurer som förekommer i serieform och på film. De skapades av polackerna Wladyslaw Nehrebecki och Leszek Mech 1962.
Bolek och Lolek var den första serie som gavs ut i Sverige av företaget Wendros i deras Cartoon Video-Film katalog 1981.